# Campoplex nolae
Campoplex nolae là một loài tò vò trong họ Ichneumonidae.